# Gottfried Semper
Gottfried Semper (Hamburgo, 29 de novembro de 1803 – Roma, 15 de maio de 1879) foi um arquiteto alemão, crítico de arte e professor de arquitetura que projetou e construiu a Ópera Semper em Dresden entre 1838 e 1841. Em 1849, ele participou da Revolta de Maio em Dresden e foi colocado na lista de procurados do governo. Ele fugiu primeiro para Zurique e depois para Londres. Ele retornou à Alemanha após a anistia de 1862 concedida aos revolucionários.

## Carreira

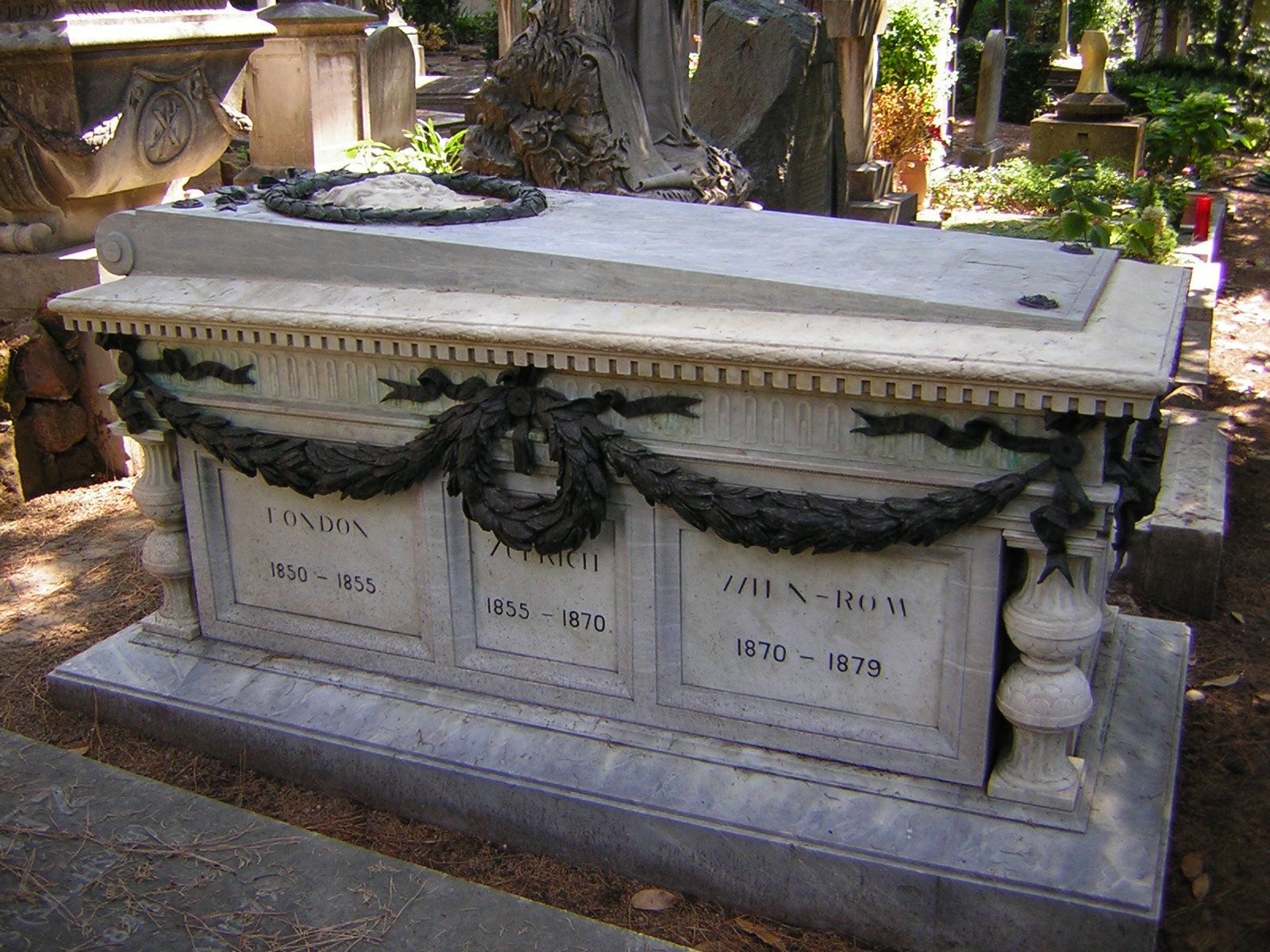
Sepultura de Semper no Cemitério Protestante em Roma

Foi uns dos arquitetos alemães mais significativos do século XIX, crítico de arte e professor de arquitetura. É junto com Taine, o outro grande expoente da repercussão positivista sobre a concepção da arte e de sua evolução histórica. Semper foi arquiteto teatral de Richard Wagner na Viena da segunda metade do século XIX, onde projetou a Burgplatz exterior com a intenção de unir o palácio Hofburg com os Museus de História Natural e de História da Arte. Também foi co-fundador do South Kensington Museum, projeto que pretendia unificar arte e indústria. Na sua prática arquitetônica, Semper estava relacionando a gerência de museus, as ciências naturais e a técnica, todos eles âmbitos positivistas.

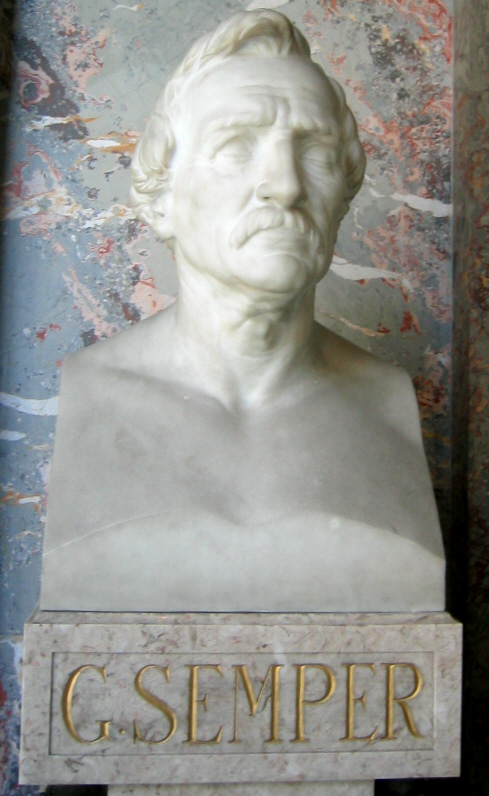
Gottfried Semper

Em 1849 ele assumiu participou da Revolta de maio em Dresden e foi colocado na lista de procurados do governo. Semper fugiu primeiro para Zurique e depois para Londres. Mais tarde, ele retornou à Alemanha após a anistia concedida aos revolucionários em 1862.
Semper escreveu extensivamente sobre as origens da arquitetura, especialmente em seu livro Os Quatro Elementos da Arquitetura, de 1851, e foi uma das principais figuras na controvérsia em torno do estilo arquitetônico policromado da Grécia antiga. Sempre projetou obras em todas as escalas, desde grandes intervenções urbanas, como o redesenho da Ringstraße em Viena, até uma batuta para Richard Wagner. Seu projeto não realizado para uma casa de ópera em Munique foi, sem permissão, adaptado por Wagner para o Bayreuth Festspielhaus.

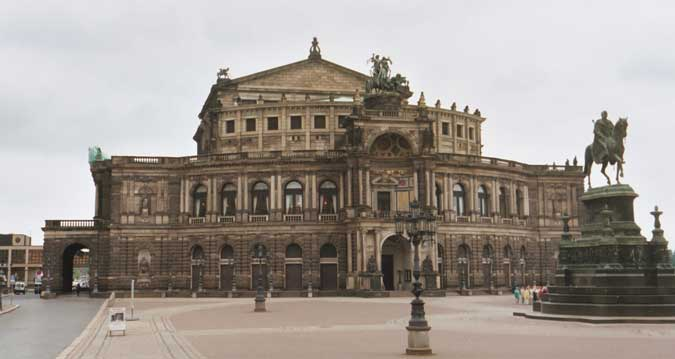
A (segunda) Ópera de Dresden de Semper como é hoje

Foi sepultado no Cemitério Protestante em Roma.

## Trabalhos (selecionados)

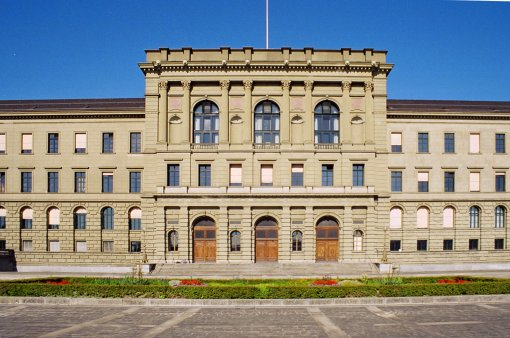
ETH Zurich Hauptgebäude (edifício principal)

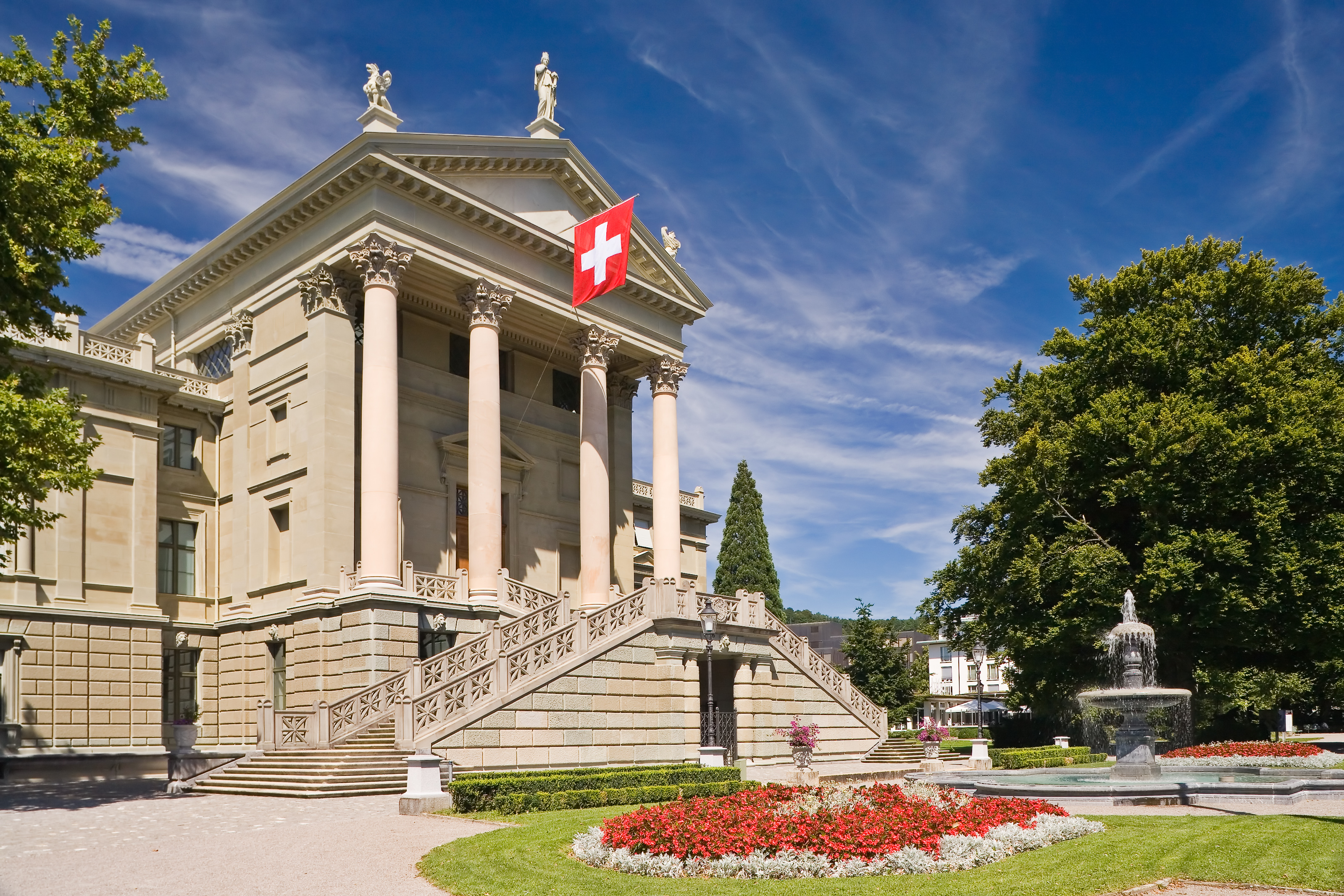
Stadthaus (prefeitura) Winterthur

- Polytechnikum em 1865Dresden

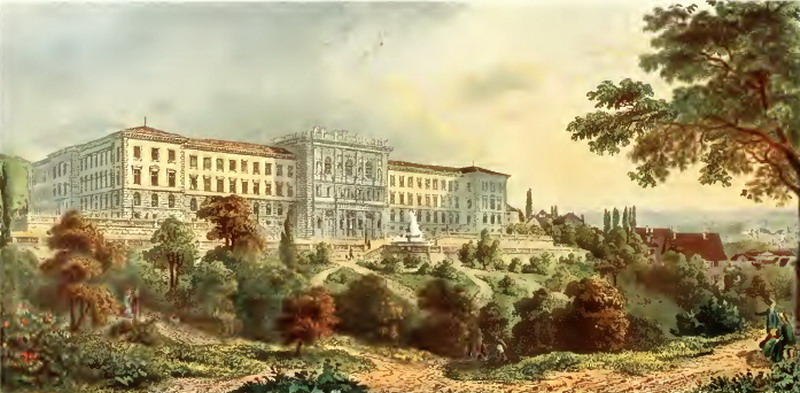
Polytechnikum em 1865

  - Hoftheater - 1838-1841 (destruído por um incêndio em 1869)
  - Villa Rosa - 1839 (destruída na Segunda Guerra Mundial)
  - Sinagoga Semper - 1839-1840 (destruída em 9 de novembro de 1938 - Kristallnacht)
  - Palácio Oppenheim - 1845-1848
  - Galeria Semper (Dresden Gemäldegalerie) - 1847-1855
  - Neues Hoftheater (Semperoper) - 1871-1878
- Zurique
  - Prefeitura - 1858 (conceito único para competição; não construído)
  - Escola Politécnica, (ETH Zurique) - 1858-1864
  - Observatório - 1861-1864
- Winterthur
  - Prefeitura - 1865-1869
- Viena
  - Teatro Municipal (Burgtheater) - 1873 - 1888
  - Museu de História da Arte (Museu Kunsthistorisches) (1872-1881, concluído em 1889)
  - Museu de História Natural (Naturhistorisches Museum) (1872-1881, concluído em 1891)